# Chiesa di San Nicola al Saraceno
La chiesa di San Nicola al Saraceno è un edificio religioso di Matera situato presso il Villaggio Saraceno.

## Descrizione
La chiesa, scoperta recentemente, è difficilmente accessibile. È, infatti, scavata su una ripida sponda della Gravina di Matera. L'interno si articola in due ambienti, aula e presbiterio definiti dalla presenza dell'iconostasi costituita da una arcata centrale e due finestre laterali, anch'esse ad arco.